# Blitz de Baedeker
Seconde Guerre mondiale
Batailles
Front d'Europe de l'Ouest
- Campagnes du Danemark et de Norvège
- Bataille de France
- Bataille de Belgique
- Bataille des Pays-Bas
- Bataille d'Angleterre
- Blitz
- Opération Myrmidon
- Opération Ambassador
- Raid de Dieppe
- Sabordage de la flotte française à Toulon
- Bataille aérienne de Berlin
- Bataille de Normandie
- Débarquement de Provence
- Libération de la France
- Campagne de la ligne Siegfried
- Bataille du Benelux
- Poche de Breskens
- Bataille des Vosges (Bruyères)
- Bataille des Ardennes
- Bataille de Saint-Vith
- Siège de Bastogne
- Opération Bodenplatte
- Opération Nordwind
- Campagne de Lorraine
- Bataille d'Alsace (Forêt de la Hardt, Poche de Colmar Jebsheim)
- Campagne d'Allemagne
- Raid de Granville
- Libération d'Arnhem
- Bataille de Groningue
- Insurrection géorgienne du Texel
- Bataille de Slivice
- Capitulation allemande

Front d’Europe de l’Est

Campagnes d'Afrique, du Moyen-Orient et de Méditerranée

Bataille de l’Atlantique

Guerre du Pacifique

Guerre sino-japonaise

Théâtre américain
Le Blitz de Baedeker ou raids Baedeker désigne une série de bombardements aériens conduits par la Luftwaffe contre le Royaume-Uni au cours de la Seconde Guerre mondiale, plus précisément en avril et mai 1942. Ces opérations prirent pour cibles des villes et villages anglaises choisies en raison de leur importance historique et culturelle, dans le dessein d’affaiblir le moral de la population civile.
La Luftwaffe organisa ces raids en riposte aux bombardements de zone menés par la Royal Air Force (RAF) contre l’Allemagne nazie, lesquels s’intensifièrent après l’adoption de la directive autorisant ce type d’offensive. Le déclenchement des hostilités aériennes contre des cibles civiles remonte au bombardement de Lübeck en mars 1942. Sous le commandement du Generalfeldmarschall Hugo Sperrle, les bombardiers de la Luftflotte 3 prirent pour cibles des édifices emblématiques, tels que cathédrales, villes thermales et hôtels de ville. Cette stratégie visait à instaurer un cycle de représailles, dans l’espoir d’ébranler le moral de la population britannique et de contraindre la RAF à limiter ses attaques sur le territoire allemand. L’appellation Baedeker provient des célèbres guides touristiques allemands du même nom, utilisés par les planificateurs militaires pour choisir des cibles d’importance culturelle ou historique.
Le Blitz de Baedeker se révéla une entreprise stratégiquement infructueuse pour l’Allemagne. Les dommages infligés aux villes britanniques demeurèrent limités en comparaison des ravages causés par le Blitz initial ou des bombardements alliés sur le territoire allemand. Par ailleurs, la Luftwaffe y subit des pertes excessives, compromettant sa capacité opérationnelle. Lors des principaux assauts, plus de 1 600 civils périrent, et des dizaines de milliers d’habitations furent endommagées ou détruites. Au cours des deux années suivantes, la Luftwaffe persista à prendre pour cible bourgs et villes anglaises, choisies pour leur valeur symbolique et culturelle, occasionnant la mort de plusieurs milliers d’innocents supplémentaires.

## Contexte
À l’hiver 1941, les campagnes de bombardement stratégique menées par le Royaume-Uni et l’Allemagne atteignirent leur intensité la plus faible. L’offensive allemande contre la Grande-Bretagne, désignée sous le nom de Blitz, avait consisté en neuf mois de bombardements nocturnes intensifs, laissant Londres et plusieurs autres cités britanniques gravement endommagées. Ce pilonnage cessa en mai 1941, la Luftwaffe redéployant ses forces en vue de l’invasion de l’Union soviétique. Dès lors, ses opérations se limitèrent à des raids éclairs sur les villes côtières anglaises. Quant à la Royal Air Force (RAF), son offensive de bombardements nocturnes sur l’Allemagne s’était avérée largement infructueuse, comme l’attesta le rapport Butt en août 1941. À la Noël de cette même année, ces attaques s’étaient pour ainsi dire éteintes.  
Lorsque l'offensive de la Royal Air Force (RAF) reprit en mars 1942 avec le bombardement de Lübeck, une amélioration notable de son efficacité fut observée. Plusieurs facteurs expliquent cette évolution. De nouveaux bombardiers lourds furent déployés, tels que le Short Stirling et le Handley Page Halifax, bientôt rejoints par l’Avro Lancaster, avion performant développé à partir de l’Avro Manchester, moins fiable. Parallèlement, des systèmes de navigation avancés, comme Gee et Oboe, permirent une meilleure précision des raids. La nomination du vice-maréchal de l’air Arthur Harris à la tête du Bomber Command marqua un tournant stratégique. Sous son commandement, la priorité fut donnée aux bombardements de zone sur les villes allemandes, abandonnant progressivement les attaques ciblées contre des infrastructures spécifiques – usines, centrales électriques ou bureaux de poste –, jugées coûteuses et peu concluantes. Inspirée par le bombardement de Coventry par la Luftwaffe en novembre 1940, la RAF adopta des tactiques nouvelles, combinant l’emploi massif de bombes incendiaires et la concentration des frappes sur des zones urbaines densément peuplées, dans le but d’affaiblir à la fois les capacités industrielles et le moral des populations civiles.

### Planification
Les dirigeants du IIIe Reich ainsi que la population allemande furent choqués par la destruction de Lübeck, puis de Rostock au printemps 1942. Jusqu'alors, les raids aériens de la Royal Air Force n’avaient guère infligé de dommages significatifs. Toutefois, comme le consigna Joseph Goebbels dans ses écrits, les dégâts se révélèrent cette fois « véritablement considérables », au point qu’il les qualifia d’« effroyables ». L’intensité et l’étendue des bombardements britanniques s’étant accrues, les autorités nazies redoutèrent leurs effets sur le moral des civils si ceux-ci se prolongeaient. Après le raid sur Rostock, Goebbels nota que cette attaque surpassa en gravité toutes les précédentes : « La vie collective y est presque anéantie […] la situation confine au désastre en plusieurs quartiers […] les sept dixièmes de la cité sont réduits en cendres […] plus de cent mille âmes ont dû fuir […] une certaine terreur s’est emparée des esprits. » 
Adolf Hitler, empli d'une vive colère, exigea que la Luftwaffe réplique avec fermeté. Le 14 avril 1942, il ordonna que les opérations aériennes contre l'Angleterre revêtissent un caractère plus offensif. Dès lors, la sélection des objectifs devait privilégier ceux dont les bombardements étaient susceptibles d'affecter le plus profondément la population civile. Outre les assauts menés contre les ports et les sites industriels, des attaques de représailles [Vergeltungsangriffe], qualifiées de « terroristes » par certains historiens, furent conduites contre des villes autres que Londres, dans une logique de riposte punitive.
Après le raid aérien sur Bath, Joseph Goebbels rapporta qu’Adolf Hitler envisageait de « renouveler ces opérations nuit après nuit jusqu’à ce que les Britanniques, lassés par ces assauts terroristes, capitulent ». Il ajouta que le Führer « souscrivait entièrement à sa conviction que les cités culturelles, les villes d’eaux et les agglomérations civiles devaient être prises pour cibles ». Selon les notes de Goebbels, Hitler estimait qu’« il n’existait pas d’autre moyen de ramener les Anglais à la raison », les dépeignant comme « une catégorie d’hommes avec lesquels toute négociation n’est possible qu’après leur avoir brisé les dents ». 

### Nom

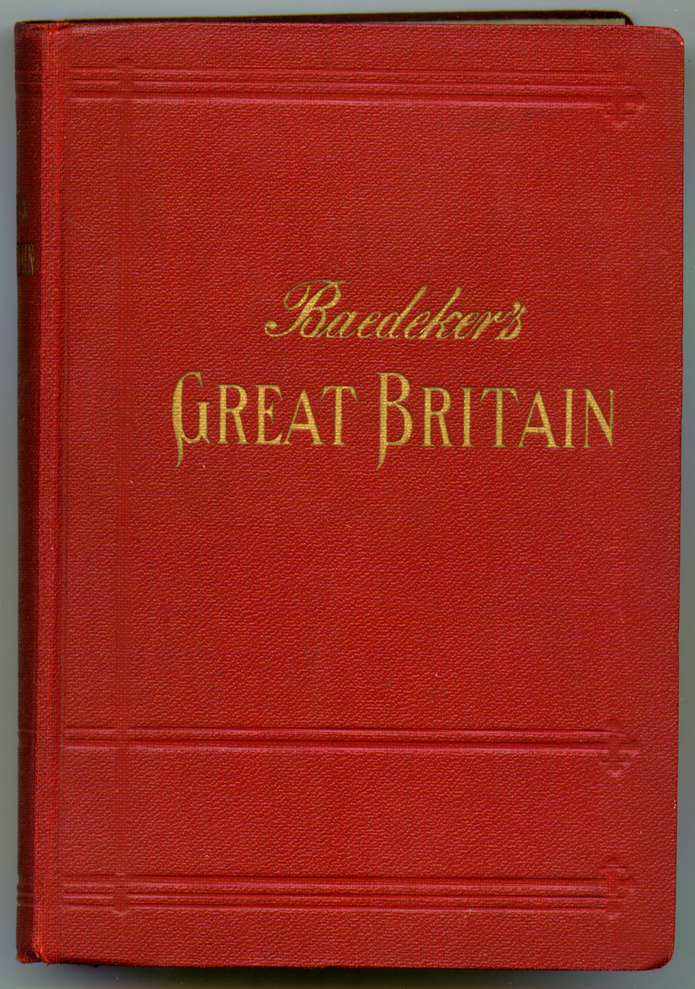
Guide Baedeker de la Grande-Bretagne pour 1937

Ces opérations aériennes furent désignées sous le nom de « raids Baedeker » par les belligérants, en référence à une déclaration du propagandiste allemand Gustaf Braun von Stumm, porte-parole du ministère des Affaires étrangères du Reich. Le 24 avril 1942, ce dernier aurait affirmé : « Nous allons bombarder tous les édifices de Grande-Bretagne marqués de trois étoiles dans le guide Baedeker », évoquant ainsi les célèbres guides de voyage allemands. Cette remarque, jugée malencontreuse, eut pour effet de révéler que les forces allemandes prenaient pour cibles des sites culturels et historiques, une stratégie que le régime nazi souhaitait occulter. Joseph Goebbels, ministre de la Propagande, s’en montra courroucé : bien qu’il s’efforçât de qualifier les bombardements britanniques d’« actes terroristes » et les représailles allemandes de « mesures légitimes », l’improvisation de Stumm compromettait cette narration. Dès lors, des consignes furent données afin qu’aucune déclaration similaire ne fût répétée. 
En 1943, le ministère britannique de la Guerre économique publia le Bomber's Baedeker, un recueil méthodique recensant les cibles prioritaires pour les bombardements aériens sur le territoire allemand. Cet ouvrage, inspiré des propos tenus par le Baron von Stumm durant la Première Guerre mondiale, se présentait comme un guide systématique à l'usage des forces alliées. Une seconde édition, mise à jour et augmentée, parut en 1944. 

### Raids

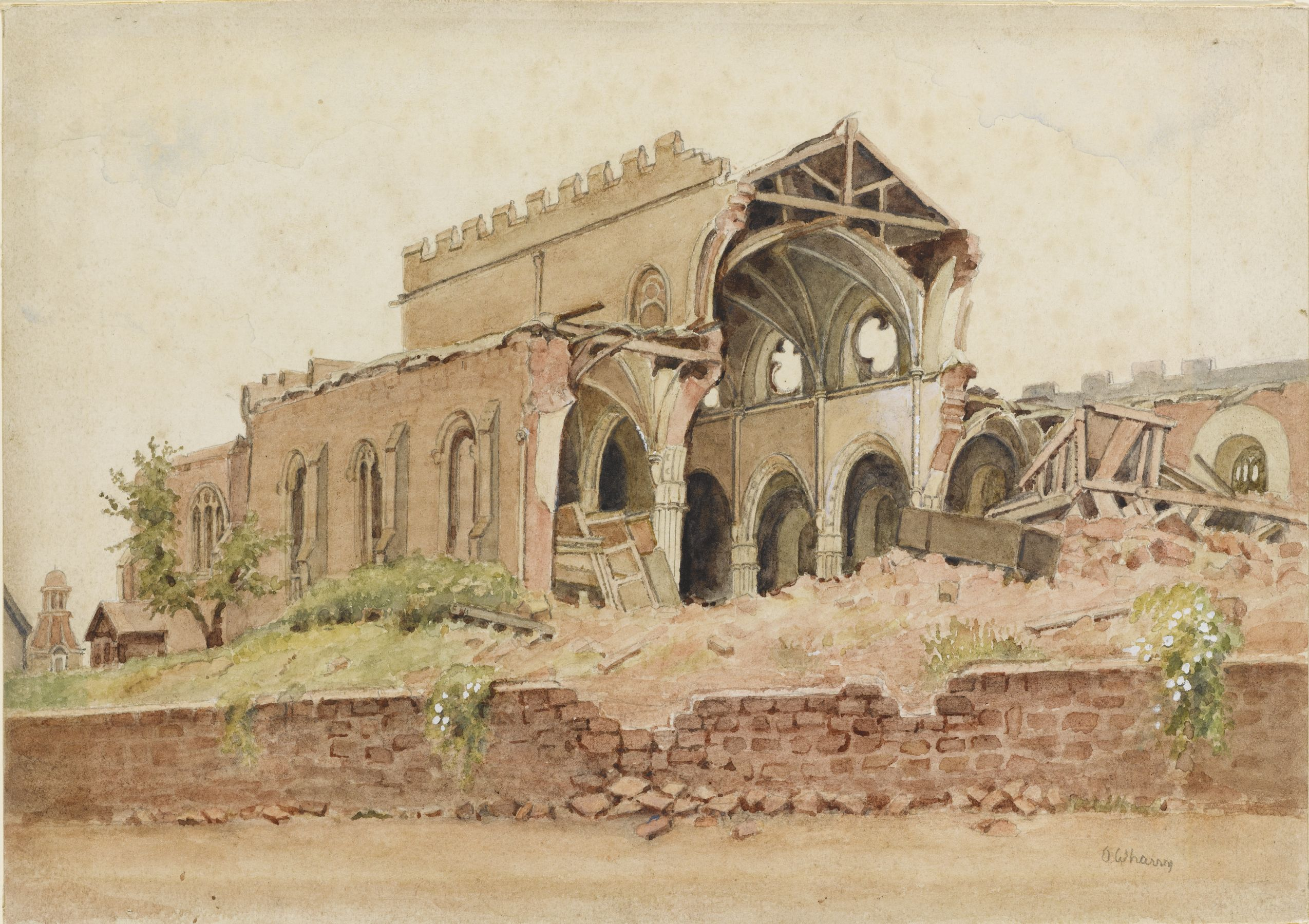
Aquarelle d'Olive Wharry vers 1942 de l'église St. Sidwell, Exeter, après le Blitz. Aux premières heures du 4 mai 1942, une bombe de 250 kg est tombée directement sur St Sidwells. Le clocher de l'église est resté debout, mais il a été tellement endommagé qu'il a été démoli peu de temps après. Une église de remplacement a été construite sur le site.

La mission de mener les assauts fut dévolue aux Kampfgeschwader (groupes de bombardement) KG 2 et KG 6 de la Luftflotte 3, issus du Küstenfliegergruppe 106, une unité aéronavale. Ces formations étaient guidées par les éclaireurs du I./KG 100. Chaque raid engageait entre trente et quarante appareils, et afin d’en accroître l’efficacité, il était prévu que chaque aéronef effectuât deux sorties par nuit. Les opérations se déroulaient en deux vagues distinctes, chacune durant de soixante à nonante minutes, séparées par un intervalle de deux à trois heures. 
L’Exeter Blitz, premier raid du Baedeker Blitz, frappa la cité d’Exeter, ancienne ville du comté de Devon, réputée pour son riche patrimoine architectural, dans la nuit de la Saint-Georges, du 23 au 24 avril 1942. Si les destructions furent limitées lors de cette première attaque, un second assaut, mené la nuit suivante, s’avéra plus meurtrier, faisant plus de quatre-vingts victimes. Les 25-26 et 26-27 avril, les bombardiers allemands se tournèrent vers Bath, où le bombardement de Bath infligea des dommages considérables et causa près de quatre cents morts. Ces opérations survinrent un mois après le raid sur Lübeck et coïncidèrent avec l’offensive aérienne de la Royal Air Force contre Rostock, menée durant quatre nuits consécutives. Les 27 et 28 avril, ce fut au tour de Norwich de subir les assauts de la Luftwaffe, laquelle y déversa plus de quatre-vingt-dix tonnes de bombes, provoquant la mort de soixante-sept personnes. Enfin, dans la nuit des 28 et 29 avril, York fut à son tour visée : bien que les dégâts matériels fussent restreints, le bilan humain s’éleva à soixante-dix-neuf morts. 

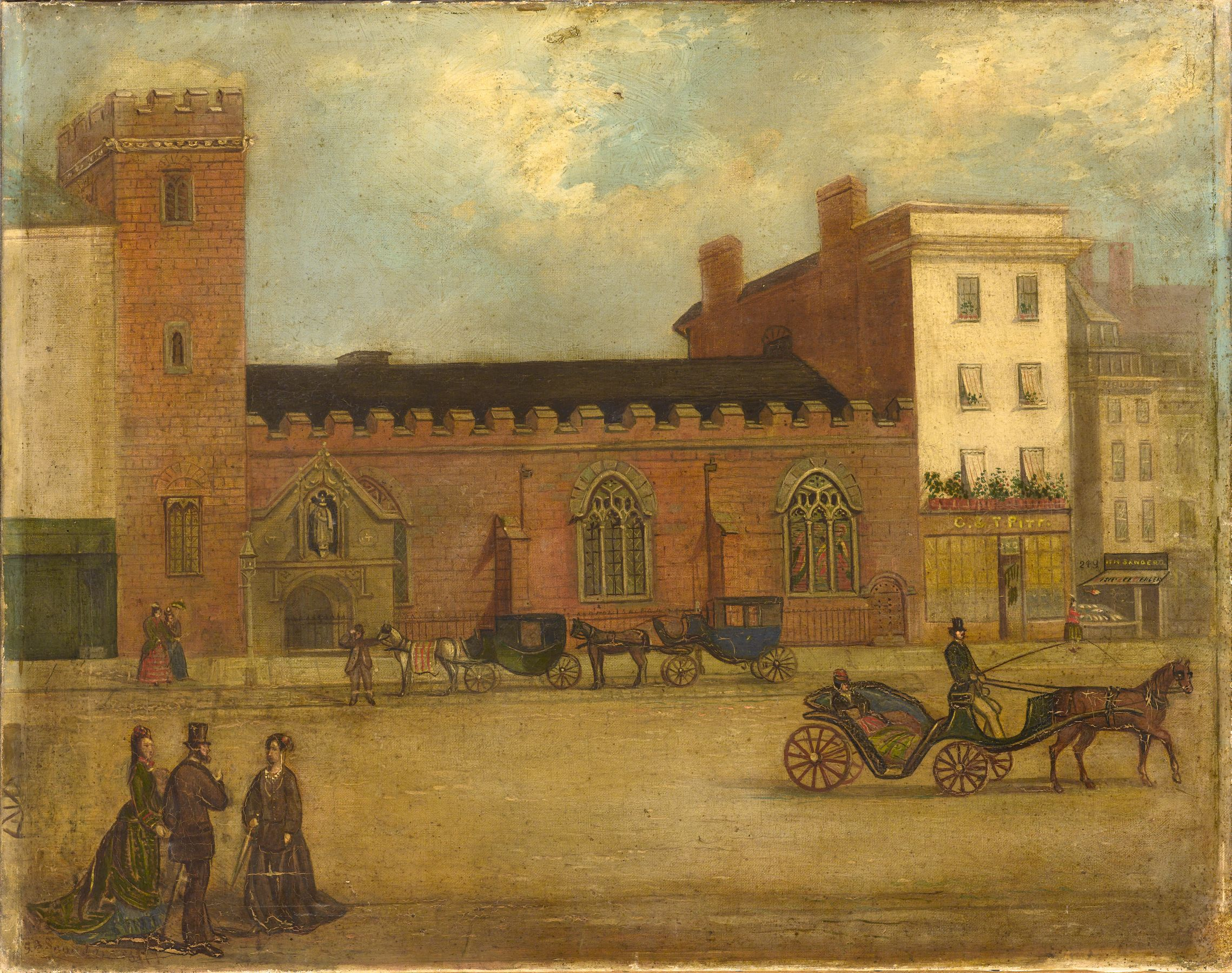
Église Saint-Laurent d'Exeter peinte par un auteur inconnu. Ce tableau représente la High Street d'Exeter. L'église Saint-Laurent est à l'arrière-plan. L'église Saint-Laurent, antérieure au XIII^{e} siècle, a été détruite le 4 mai 1942.

Dans la nuit du 3 au 4 mai 1942, la Luftwaffe effectua un nouveau raid sur Exeter, provoquant d’importantes destructions dans le centre-ville et endommageant gravement le flanc méridional de la cathédrale d’Exeter. Ce bombardement fit 164 victimes. La nuit suivante, les bombardiers allemands s’en prirent à Cowes, sur l’île de Wight, une cible à la fois stratégique et culturelle, abritant les chantiers navals J. Samuel White. Les 8 et 9 mai, Norwich subit une nouvelle attaque aérienne, bien que celle-ci se révélât peu efficace malgré l’engagement de plus de 70 appareils. Au cours du même mois, la Luftwaffe mena également des bombardements sur Hull (port majeur et donc objectif militaire), Poole, Grimsby et, à la fin du mois, sur Canterbury. Le raid sur Canterbury, qui coïncida avec le premier bombardement massif de la RAF sur Cologne (impliquant un millier d’appareils), mobilisa 77 bombardiers allemands. Ceux-ci larguèrent 40 tonnes de bombes, causant la mort de 43 personnes. 
Au cours des multiples raids menés durant cette période, on dénombra 1 637 civils tués et 1 760 blessés, tandis que plus de 50 000 habitations furent réduites en cendres. Parmi les édifices notables atteints figurent le Guildhall d’York et les salles d’assemblée de Bath, bien que la plupart aient échappé à la ruine. Les cathédrales de Norwich, de Canterbury et d’York demeurèrent notamment intactes. La cathédrale d’Exeter, quant à elle, subit les assauts dans la nuit du 4 mai : la chapelle Saint-Jacques, située au flanc méridional, fut entièrement anéantie, et de graves dommages affectèrent l’allée du chœur sud.
Le 27 avril, lors d’une réunion du Cabinet de guerre, Winston Churchill exprima la nécessité pour le gouvernement de prendre toutes les mesures afin que ces bombardements ne fassent l’objet d’« une publicité démesurée ». Il enjoignit également d’éviter de laisser croire que les Allemands menaient des « représailles intégrales » en réponse aux offensives aériennes britanniques. 

## Conséquences
Le Blitz de Baedeker se révéla une entreprise infructueuse pour l’Allemagne, la Luftwaffe y subissant des pertes considérables en échange de dommages limités et d’un impact négligeable sur le moral de la population britannique. Les besoins en renforts de l’Axe, tant en Afrique du Nord que sur le front de l’Est, contraignirent par la suite les opérations aériennes à se réduire à des attaques sporadiques, menées principalement par des chasseurs-bombardiers *Focke-Wulf Fw 190* contre des cités côtières. Si l’appellation « Blitz de Baedeker » désigne souvent les raids menés en avril et mai 1942 sur cinq villes – Exeter, Bath, Canterbury, Norwich et York –, la Luftwaffe persista durant les deux années suivantes à prendre pour cibles des agglomérations choisies pour leur importance culturelle. 

### Raids continus
En juin 1942, les forces aériennes allemandes menèrent de nouvelles attaques contre plusieurs villes anglaises, notamment Ipswich, Poole, Canterbury, Southampton – ce dernier constituant une cible portuaire stratégique –, ainsi que Norwich et Weston-super-Mare, déjà frappées antérieurement. Le mois suivant, trois raids distincts furent conduits sur Birmingham, tandis que Middlesbrough subit également trois assauts et Hull un seul, ces villes étant choisies pour leur importance industrielle et militaire. Au cours du mois d’août, les bombardements reprirent contre des cibles dites « Baedeker », visant des villes à la valeur historique et culturelle marquée : Norwich, Swansea, Colchester et Ipswich ont été une nouvelle fois touchées.
En septembre, les forces allemandes menèrent des attaques sur Sunderland, port et centre industriel, ainsi que sur King's Lynn, bourgade marchande dépourvue de valeur stratégique. Ces raids, moins intenses que ceux des mois d’avril et de mai, ne mobilisèrent chacun qu’une vingtaine d’appareils. Cette réduction reflétait les pertes croissantes subies par la Luftwaffe, alors que les défenses nocturnes de la Royal Air Force se renforçaient et que le taux d’attrition allemand s’accroissait. À l’automne, le Kampfgeschwader 2 avait perdu 65 de ses 88 équipages, ce qui mit un terme à cette offensive. Afin de maintenir la pression, la Luftwaffe expérimenta de nouvelles tactiques, incluant des assauts à basse et très haute altitude. En août 1942, deux bombardiers Junkers Ju 86 P modifiés furent employés pour effectuer des missions à extrême hauteur au-dessus du sud de l’Angleterre. Ces appareils opérèrent sans opposition durant plusieurs semaines, et un raid sur Bristol, le 28 août, causa la mort de 48 personnes. Toutefois, ces opérations prirent fin lorsque la RAF déploya une escadrille de Supermarine Spitfires spécialement adaptés, parvenant à surprendre l’un de ces bombardiers lors du combat aérien le plus élevé de la guerre. 
Le 31 octobre 1942, une escadrille allemande composée de trente chasseurs-bombardiers, escortée par soixante chasseurs, mena un assaut à basse altitude sur la ville de Canterbury. Au cours de ce raid, vingt-huit bombes furent larguées, provoquant la mort de trente personnes et des dommages matériels notables. Trois des appareils assaillants furent abattus par la défense anti-aérienne.
À la fin de l’année 1942, les raids aériens avaient causé la mort de 3 236 personnes et fait 4 148 blessés. Toutefois, la puissance de la Luftwaffe sur le front occidental s’était amoindrie, tandis que la Royal Air Force, renforcée, menait désormais des opérations régulières rassemblant plus de 200 appareils au-dessus du territoire allemand.   
En 1943, la Luftwaffe sur le front occidental connut un regain d’activité, et la Luftflotte 3 fut réorganisée. Au mois de janvier, le Kampfgeschwader 2 (KG 2) alignait soixante bombardiers Dornier Do 217, tandis que le KG 6 disposait d’un nombre équivalent de Junkers Ju 88. Ces unités furent renforcées par une escadre de bombardiers rapides, le Schnellkampfgeschwader 10 (SKG 10), équipée de *Focke-Wulf Fw 190* utilisés comme chasseurs-bombardiers. Ces appareils permirent de relancer les attaques aériennes. Les 17 et 18 janvier 1943, Londres fut bombardée, suivie d’une nouvelle attaque, moins intense, le 20 janvier. Après une accalmie en février, les raids reprirent en mars, occasionnant la catastrophe du métro de Bethnal Green, où 178 personnes périrent dans une bousculade déclenchée par l’alerte aérienne. Tout au long de l’année, des opérations furent menées contre diverses cibles, certaines présentant un intérêt stratégique avéré (Southampton, Plymouth, Portsmouth, Hull, Sunderland, Newcastle), tandis que d’autres n’en avaient que peu, voire aucun (Eastbourne, Hastings, Maidstone, Cheltenham, Chelmsford, Bournemouth, Lincoln). De nouvelles tactiques furent expérimentées. Ainsi, lors d’un raid sur Grimsby en juin 1943, les Allemands employèrent des « bombes papillon » antipersonnel à retardement, causant 163 victimes civiles, la plupart touchées après la fin de l’alerte, alors qu’elles regagnaient leurs demeures. 

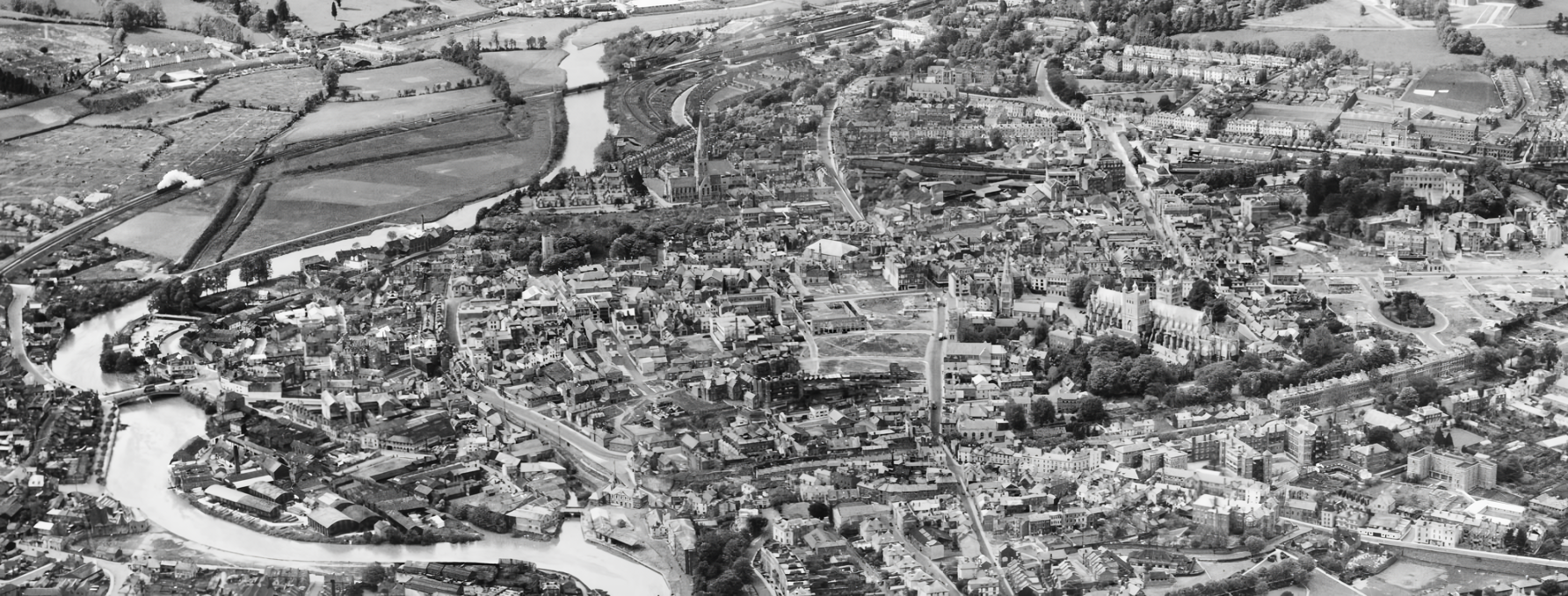
Exeter à la fin des années 1940

En novembre 1943, à la suite du bombardement de Hambourg par la Royal Air Force (RAF) et l’US Army Air Forces – marqué par la première utilisation de la contre-mesure radar Window –, la Luftwaffe répliqua en effectuant un raid sur Norwich au moyen de Düppel, son équivalent allemand. Bien que les radars britanniques aient été perturbés, les dégâts occasionnés demeurèrent limités. À cette époque, les pertes croissantes en personnel expérimenté contraignaient la Luftwaffe à recourir à des équipages de remplacement, souvent inexpérimentés, ce qui entraîna une diminution notable de leur efficacité opérationnelle. Durant l’année 1943, les forces aériennes allemandes menèrent une vingtaine de raids, au cours desquels plus de 10 000 bombes furent larguées, pour un total annuel de 2 320 tonnes. Selon un rapport de Lord Cherwell, ces attaques causèrent 2 372 morts et 3 450 blessés. Le même document mit en regard ces chiffres avec les 136 000 tonnes de bombes déversées par la RAF sur la même période, soulignant qu’un seul raid sur Berlin, effectué la semaine précédant la publication du rapport, avait occasionné le largage de 2 480 tonnes – dépassant ainsi l’ensemble des efforts allemands. Par ailleurs, le rapport nota que les opérations de la Luftwaffe se limitaient principalement aux villes côtières ou proches du littoral, et que les incendies provoqués par ces bombardements ne représentaient qu’un trentième des interventions du Service national des incendies. 
Les raids Baedeker s’achevèrent en 1944, lorsque les Allemands reconnurent leur inefficacité : les pertes, trop lourdes, n’étaient compensées par aucun avantage tangible. En janvier de cette même année, Londres devint la cible principale des représailles. La Luftwaffe lança alors l’opération Steinbock, un assaut généralisé sur la capitale britannique mobilisant l’intégralité de ses forces de bombardement disponibles à l’Ouest, le 21 janvier. Cette offensive, elle aussi, se solda par un échec, les pertes étant disproportionnées au regard des résultats obtenus. Dès lors, les efforts furent redirigés vers les ports suspectés par les Allemands de servir au débarquement allié en France, tandis que les attaques contre Londres furent désormais confiées aux armes V.